# Eusterinx recurvata
Eusterinx recurvata là một loài tò vò trong họ Ichneumonidae.